# 日本美術専門学校
日本美術専門学校（にほんびじゅつせんもんがっこう）は、埼玉県北足立郡伊奈町小室にあった私立専修学校。創設者は、紀淑雄（雅号は「紀星峰」）。廃校した時点での設置者は学校法人佐藤栄学園だが、1994年（平成6年）に他の学校法人より経営移管されたもので、創立は1917年（大正6年）と同法人の創立（1959年・昭和34年）より古い。2018年（平成30年）3月で廃校した。

## 設置学科
- 洋画科
- 日本画科
- 彫刻科
- デザイン科

## 沿革
- 1916年（大正05年） - 前身の「日本美術研究所」が豊多摩郡戸塚町（現・新宿区西早稲田）に開設。
- 1917年（大正06年） - 「日本美術学校」と改名。
- 1942年（昭和17年） - 練馬区向山に新築、拡張し移転。
- 1945年（昭和20年） - 戦時措置により閉鎖。併設の向南中学校に美術専攻科を設置。しかし、爆撃で校舎の半分以上を焼失していたため、旧制中学校は学制改革を経て暫くしてその後廃校となる。
- 1950年（昭和25年） - 財団法人向南学園により「日本美術学校」として再開校。1949年（昭和24年）に開園した向南幼稚園に併設される形となる。
- 1988年（昭和63年） - 向南学園による運営が終了。以降は美術教室として存続（幼稚園も存続）。
- 1994年（平成06年） - 学校法人佐藤栄学園に移管。「専門学校 日本美術学校」として大宮市に3度目の開校。学校再建委員会を兼ねた校友会が中心となり再建に奔走していたところ、閉校を惜しんだ佐藤栄学園の創立者で彫刻家でもあった佐藤栄太郎は、「学校の伝統と精神を継承する」と校友会の求めに応じて、佐藤栄学園の出資により再建することになった。ただ、向南学園側が美術教室として校名を使用しているため、「専門学校」を校名に冠する形になった。
- 1999年（平成11年） - 「日本美術専門学校」と改名。
- 2003年（平成15年） - 伊奈町に移転。
- 2016年（平成28年） - 閉校を決定し、2017度入学生の学生募集を停止する。
- 2018年（平成30年） - 閉校。101年に及ぶ歴史に幕を降ろした。

## おもな卒業生、元在学生
- 林武 - 洋画家
- 佐々木宗一郎 - 洋画家
- 佐々木宗實  - 画家
- 中原淳一 - 画家
- 重森三玲 - 造園家
- 瑛九 - 画家
- 柳亮 - 評論家
- 圓鍔勝三 - 彫刻家（同校彫刻科卒、文化勲章受章）
- 井伏鱒二 - 作家（同校中退）
- 服部正一郎 - 芸術院会員
- 織田廣喜 - 画家　芸術院会員、二科会理事長
- 鶴岡義雄 - 芸術院会員
- 田河水泡 - 漫画家
- 嵯峨善兵 - 俳優
- 矢尾板賢吉 - 漫画家
- 宮崎精一 - 洋画家
- 持永只仁 - アニメーション、人形アニメーション監督
- 山口マサル - イラストレーター・絵本作家

## 交通
- 埼玉新都市交通伊奈線丸山駅より徒歩1分